# Wspólnota administracyjna Gundelfingen an der Donau
Wspólnota administracyjna Gundelfingen an der Donau, Wspólnota administracyjna Gundelfingen a.d.Donau – wspólnota administracyjna (niem. Verwaltungsgemeinschaft) w Niemczech, w kraju związkowym Bawaria, w rejencji Szwabia, w regionie Augsburg, w powiecie Dillingen an der Donau. Siedziba wspólnoty znajduje się w mieście Gundelfingen an der Donau.
Wspólnota administracyjna zrzesza jedno miasto (Stadt) oraz trzy gminy wiejskie (Gemeinde): 
- Bächingen an der Brenz, 1 302 mieszkańców, 7,34 km²
- Gundelfingen an der Donau, miasto, 7 812 mieszkańców, 53,97 km²
- Haunsheim, 1 591 mieszkańców, 17,79 km²
- Medlingen, 1 042 mieszkańców, 17,07 km²